# Жени Марчева
Евгения Марчева, по-известна като Жени Марчева, е български журналист, водеща на неделното предаване "Защо, господин министър?". Тя е част от екипа на телевизията от 2011 г. и е позната на зрителите с политически интервюта.

## Биография и професионално развитие
Евгения Марчева е родена на 5 юни 1974 г. в Панагюрище. Завършва специалност българска филология и журналистика в Софийския университет „Св. Климент Охридски“. Нейната кариера започва в БНТ, а по-късно започва работа в „Дарик“. През 2001 г. е пратеник на радиото в Москва, за да отрази атентатите, когато чеченци превземат дома на културата и вземат много заложници. През 2007 г. е обявена за „Глас на годината“ за отразяването на процеса на българските медици в Либия.
През 2013 г. става част от предаването на bTV „Нека говорят“. От септември 2013 г. до юли 2021 г. заедно с Мариана Векилска (която напуска през 2018 г.), Диана Любенова и Александра Кръстева (която замества Векилска) е водеща на съботно-неделния сутрешен блок на bTV – „Тази събота и неделя“, където основно се занимава с политическите теми. От септември 2021 г. вече води предаването само в събота, отново в екип с Любенова. Мария Цънцарова и Петя Дикова стават водещите в неделя.
Активно взима участие в съвместната кауза на bTV и УНИЦЕФ „Заедно за всяко дете“, както и в най-голямата доброволческа инициатива в България „Да изчистим България заедно“. Тя е част от проекта „Млади медийно грамотни европейци“, където запознава ученици с проблемите в съвременната журналистика в нюзрума на bTV и изнася лекция по актуалната тема с фалшиви новини.